# Радмила Шехић
Радмила Шехић (девојачко Матановић, (Београд, 22. мај 1955) српска је песникиња и доктор медицине. Она је један од оснивача и први управник Удружења лекара писаца „Видар“.

## Биографија
Радмила Матановић је рођена од оца Митра и мајке Милке. У породици је рођена и Радмилина сестра Весна.
Завршила је Медицински факултет и специјализацију у Београду. Упоредо са завршеним студијама почела је да се бави и књижевним радом.
Радмила Шехић је иницијатор формирања, једна од оснивача и први председник Удружења лекара писаца „Видар“, јединственог тог типа на свету. На позицији председника Удружења налазила се од 2013. до 2017. године..Члан је Удружења књижевника Србије.
Остварила је сарадњу са децом из многих школа. У бројним промоцијама најчешће су је пратила деца из ОШ „Мића Стојковић“ који су формирали часопис „Школско огледалце“ у коме постоји редовна рубрика „Рада нашег детињства“. Ти ђаци су њену поезију говорили у ђачким камповима по Русији, где су боравили и преводили песме на руски језик.
Од јуна 2022. године остварила је сарадњу са Дечјим културним центром у Београду. У Библиотеци ДКЦБ је 10. јуна 2022. одржана и промоција њеног стваралаштва за децу и договорена трајна сарадња на промовисању поезије за децу и стварања (неговања) љубави према читању код деце.
Њене књиге се налазе у сталној поставци музеја Српског лекарског друштва у Нишу. Њена поезија је заступљена у бројним часописима, зборницима, антологијама. Редовно присуствује окупљању писаца и песника за децу. Неколико месеци је сваке недеље била представљана у култној емисији „Добро јутро, децо.“ О поезији Раде Шехић писали су РТС, Расејање, Табла - часопис за дечје стваралаштво.

## Приватан живот
Радмила живи и ради у Београду са супругом др Сеадом Шехићем. У штампи и у својим књигама за децу истиче да је њен супруг – њена љубав из школских дана, велика подршка и трајна инспирација. Због огромног залагања око „Видара“ проглашен је почасним чланом Удружења лекара писаца „Видар“.

## Награде
Радмила Шехић је добитница друге награде на 6. Дринским књижевним сусретима (2022), (Зворник), у категорији за дечје стваралаштво. 
Конкурисала је са збирком поезије на српском и енглеском језику Светлости детета, чије је издање најављено на манифестацији.
Добитница је Захвалнице Удружења европске академије српских наука и уметности у Љубљани, Словенија, за учешће у културно-уметничком програму одржаном 29. новембра 2024. у Београду, коју додељује председник Удружења Саша Гајић.

## Дела
Радмилина прва песма за децу је објављена у „Политици“, у „Културном додатку“ за децу. Објавила је 8 збирки поезије за децу:
- „Да травку уз травку врстам“ (2024)[15];
- „Каква све чуда знам. 2“ (2020);
- „И длан им за узлет дам“ (2016)[16];
- „Птицама куће градим“ (2012);
- „Витке борове садим“ (2009);
- „Цветне крунице мијем“ (2007);
- „Каква све чуда знам“ (2005);
- „Кад ми се ради, радим“ (2003).